# Omegle
Omegle là một trang web nhắn tin tự động. Nó kết nối 2 người dùng một cách ngẫu nhiên, ẩn danh và không cần đăng ký từ trước, trong một cửa sổ trò chuyện dưới xưng danh "Bạn" và "Người lạ". Trang web đã được khởi chạy vào năm 2009 bởi một thiếu niên người Mỹ 18 tuổi, Leif K-Brooks, sống ở Brattleboro, Hoa Kỳ . Vào ngày 8 tháng 11 năm 2023, sau 14 năm, trang web đã bị đóng cửa.

## Lịch sử
Ngay sau khi ra mắt trong năm 2009, Omegle đã có tổng cộng 150.000 lượt truy cập mỗi ngày .
Từ 14 tháng 3 năm 2010, Omegle cung cấp chức năng hội nghị truyền hình thay thế cho tính năng trò chuyện văn bản truyền thống.
Năm 2011, phiên bản beta cung cấp một tính năng mới là "Spy Mode" đã được giới thiệu. Trong Chế độ Spy (Câu hỏi), người dùng có hai lựa chọn: trở thành "gián điệp" và đặt câu hỏi cho 2 người lạ, hoặc thảo luận về một câu hỏi với một người lạ khác. Là gián điệp, người dùng nhập bất kỳ câu hỏi nào để hai người lạ trả lời hoặc thảo luận và có thể xem cuộc thảo luận như một bên thứ ba, mặc dù không thể đóng góp thêm cho cuộc trò chuyện. Điệp viên có thể bỏ cuộc bất cứ lúc nào mà không kết thúc cuộc trò chuyện cho hai người lạ khác. Nếu người dùng chọn thảo luận về một câu hỏi thay vào đó, như trong chế độ văn bản thông thường, người dùng được ghép nối với một người lạ khác và có thể thảo luận về câu hỏi mà gián điệp đã hỏi cho đến khi người lạ khác quyết định ngắt kết nối hoặc chuyển sang câu hỏi khác.
Năm 2012, Omegle đã thêm một tính năng mới đặc biệt vào chế độ văn bản và video, tùy chọn nhập thẻ "quan tâm". Thêm sở thích cho phép người dùng được ghép nối với một người lạ có điểm chung với người dùng. Người dùng có thể nhập nhiều sở thích như họ muốn, và nếu không tìm thấy kết hợp có sẵn, người dùng được ghép nối với một người lạ hoàn toàn ngẫu nhiên thay thế.
Vào năm 2013, một phiên bản không giám sát của chế độ trò chuyện video đã được mở, để lại phần video do người kiểm duyệt nội dung ban đầu mở cho bất kỳ ai từ 13 tuổi trở lên miễn là nội dung của luồng video của họ sạch sẽ. Ban đầu, nội dung người lớn đáng ngờ trong phần video của Omegle chỉ được lọc bằng thuật toán nhận dạng hình ảnh. Phần video không được giám sát mới hơn cho phép người lớn trên 18 tuổi đồng ý tự do xem và chia sẻ với nhau, các luồng video rõ ràng không bị kiểm duyệt.
Năm 2014, Omegle bắt đầu thử nghiệm chế độ "Dorm Chat", yêu cầu người dùng cung cấp địa chỉ email kết thúc bằng ".edu" để xác minh rằng họ có liên quan đến một trường cao đẳng hoặc đại học. Dorm Chat cho phép người dùng trò chuyện với bạn cùng lớp và đồng nghiệp của họ trên Omegle.
Năm 2015, Omegle bắt đầu triển khai các biện pháp bảo mật ReCaptcha để giúp giảm số lượng bot trên trang web. Tuy nhiên, điều này đã gặp phải khiếu nại rằng bot vẫn còn và việc sử dụng hợp pháp bị gián đoạn quá mức.
Vào cuối năm 2019 và đầu năm 2020, Omegle bắt đầu công khai chỉ trích Đảng Cộng sản Trung Quốc, và bày tỏ sự ủng hộ đối với các cuộc biểu tình ở Hồng Kông 2019-2020, với hình ảnh lá cờ Mỹ trên trang nhất với dòng chữ "Tập Cận Bình (Tổng bí thư Đảng Cộng sản Trung Quốc) chắc chắn trông giống như Winnie the Pooh" hoặc dòng chữ "Stand with Hong Kong against CCP" trên giao diện chat.
Cho đến năm 2020, Omegle đã cung cấp ứng dụng di động cho phép người dùng trò chuyện tự do từ thiết bị Android , iPhone, iPod Touch hoặc Palm chạy trên WebOS.
Từ năm 2020, ứng dụng bị Apple và Google cấm vì cho phép dễ dàng trẻ vị thành niên tham gia. Kể từ đó, web không còn được cung cấp qua App Store và Android. Tuy nhiên, ứng dụng này vẫn có thể truy cập được qua Internet.

## Chức năng
Trang web sử dụng phần mềm chống thư rác, được gọi là CAPTCHA, phần mềm này sẽ thông báo định kỳ cho người dùng về các tin nhắn rác được gửi bởi các chương trình tự động.
Trẻ em dưới 13 tuổi không được phép sử dụng Omegle và trẻ em (từ 13 tuổi trở lên) dưới 18 tuổi chỉ có thể truy cập nó khi có sự đồng ý của cha mẹ. Trang web không kiểm duyệt bất kỳ liên kết internet nguy hiểm nào.

## Tranh cãi
Trước đầu năm 2013, trang web đã không kiểm duyệt các khoản đóng góp thông qua bộ lọc thô tục và người dùng đã báo cáo gặp phải nội dung khỏa thân hoặc tình dục trong video chat. Sau tháng 1 năm 2013, Omegle đã thực hiện một cuộc trò chuyện video "được giám sát", để theo dõi hành vi sai trái và bảo vệ những người dưới 18 tuổi khỏi nội dung có khả năng gây hại, bao gồm ảnh khoả thân hoặc nội dung tình dục. Tuy nhiên, việc giám sát chỉ có hiệu quả một phần.  Để bổ sung cho cuộc trò chuyện video được giám sát, Omegle cũng có một cuộc trò chuyện video "không được giám sát" không được theo dõi nội dung tình dục.  K-Brooks đã thừa nhận nội dung đáng ngờ của trang web, tại một thời điểm bày tỏ sự thất vọng về cách trang web đã được sử dụng